# Aranya blanca
L'aranya blanca, aranya monja, peix aranya o dragó (Trachinus draco) és un peix de la família dels traquínids molt perillós per als banyistes: el seu verí produeix insuficiència respiratòria i dolor.

## Morfologia

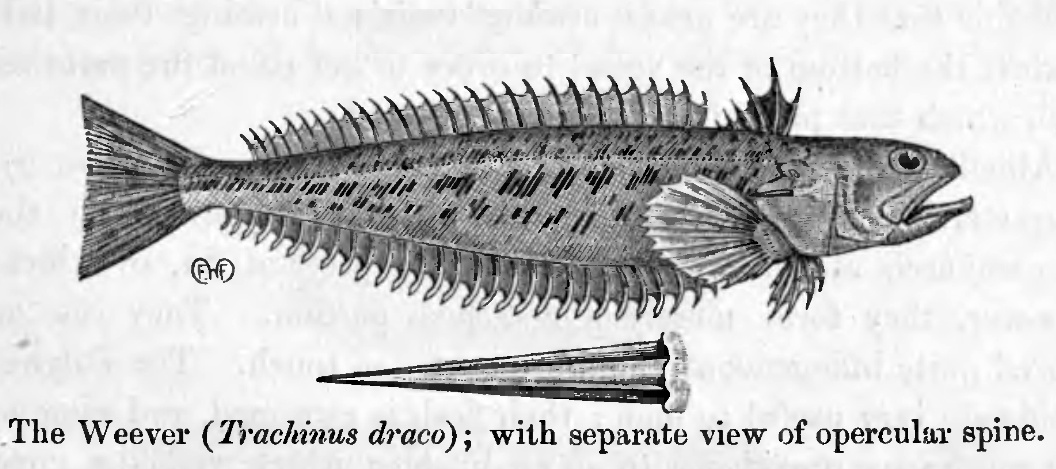
Il·lustració d'una aranya blanca de l'any 1898.

- Talla: màxima de 45 cm, comuna entre 10 i 30 cm.
- Cos allargat i comprimit.
- Peduncle caudal curt.
- Escates cicloides, disposades en files oblíqües sobre els flancs.
- Línia lateral rectilínia i que consta de 80 a 83 escates.
- Cap petit i compacte; musell curt.
- Els ulls estan situats a prop del perfil dorsal; marge anterosuperior amb 2 o 3 espines.
- Boca obliqua, no protràctil.
- Dents petites sobre les mandíbules i el paladar.
- L'opercle presenta una gran espina que està connectada amb una glàndula verinosa; 15 branquispines sobre el braç inferior del primer arc branquial.
- Dues aletes dorsals; la primera, curta i espinosa que també connecten amb una glàndula verinosa, i la segona, més llarga, està formada per radis tous.
- L'aleta anal, llarga, amb espines i radis tous.
- Les pectorals, més o menys, arrodonides.
- Les ventrals, en posició jugular.
- L'aleta caudal, una mica escotada.
- Coloració del dors marró verdós amb taques fosques al cap.
- Flancs de color blanc groguenc, amb nombroses línies marrons, blaves i grogues oblíqües.
- Regió ventral blanca.

## Comportament
Espècie bentònica sobre fons de sorra i de fang, des de la línia de costa fins als 300 m, però sobretot, entre els 5 i 10 m.

## Toxicitat
El verí potencialment letal de T. draco està compost d'una polipèptid de 105 kDa anomenat Dracotoxina. Aquest polipèptid té propietats de despolarització de la membrana cel·lular, així com propietats hemolítiques. Aquesta toxina sol provocar símptomes lleus com nocicepció i inflamació, no obstant, si el verí esdevé sistèmic pot provocar canvis en la pressió arterial i aturades cardiorespiratòries.

## Alimentació
S'alimenta de petits invertebrats, sobretot crustacis.

## Reproducció
La reproducció té lloc entre primavera i estiu; la primera maduresa sexual es produeix quan tenen 3 anys.

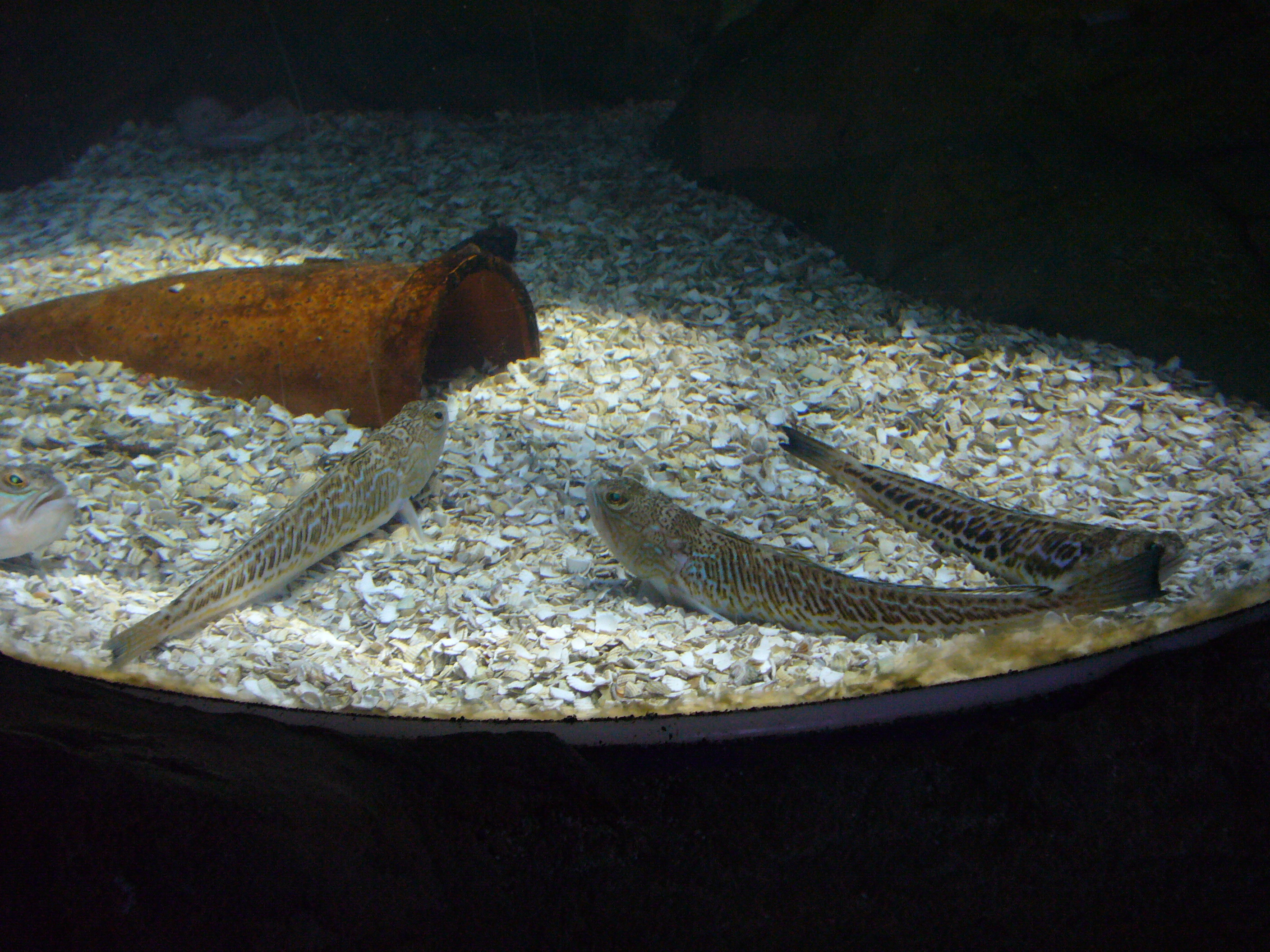
Exemplars d'aranya blanca.

## Distribució geogràfica
S'estén arreu de la Mediterrània i de la mar Negra. A l'Atlàntic Oriental, des de Noruega fins al Senegal, incloent-hi les illes Madeira i Canàries.

## Pesca
Espècie comercial de carn, relativament apreciada, que forma part de la morralla.
Pesca semiindustrial i artesanal. Es captura amb arts de platja, d'arrossegament, tremalls, palangres de fons i línies de mà.
La seua pesca no està regulada ni té talla mínima legal.